# Десаи, Падма
Падма Десаи (англ. Padma Desai; 12 октября 1931, Сурат, Бомбейское президентство, Британская Индия — 29 апреля 2023) — американский специалист по России индийского происхождения, экономист в области развития. Жена экономиста Джагдиша Бхагвати.
Почётный профессор сравнительных экономических систем имени Глэдис и Роланда Гарримана. Являлась директором Центра переходной экономики в Колумбийском университете.
Была отмечена как одна из известных и наиболее авторитетных специалистов по России. Лауреат высшей награды «Падма бхушан» (2009).

## Биография

### Ранняя жизнь и образование
Падма Десаи родилась 12 октября 1931 года. Выросла в традиционной гуджаратской семье анавильских браминов в Анавиле в Сурате, штат Гуджарат.
В 1951 году получила степень бакалавра в Университете Мумбаи, а затем в 1953 году степень магистра экономики в том же университете. В 1960 году защитила докторскую диссертацию в Гарвардском университете.
Скончалась 29 апреля 2023 года в возрасте 91 года.

### Карьера
В период с 1957 по 1959 год работала на факультете экономики Гарвардского университета. С 1959 по 1968 год являлась адъюнкт-профессором экономики Делийской школы экономики Делийского университета.
Во времена Холодной войны Падма Десаи занималась исследованием основ плановой экономики. Одной из первых предсказала распад СССР. Она дала такое определение советской системе: «Мы делаем вид, что работаем, они делают вид, что платят нам зарплату». После распада СССР занималась проблемами перехода от плановой экономики к рыночной.
В ноябре 1992 года стала профессором сравнительных экономических систем Глэдис и Роланда Гарриманов в Колумбийском университете и впоследствии в этом же вузе стала директором Центра переходной экономики.
Позднее летом 1995 года работала консультантом министерства финансов США при Министерстве финансов России. В 2001 году была президентом Ассоциации сравнительных экономических исследований.
Автор нескольких книг, среди которых наибольший резонанс вызвали «Марксизм, центральное планирование и советская экономика» (1983), «Советская экономика: проблемы и перспективы» (1987), «Перестройка в перспективе: сущность и дилеммы советских реформ» (1989), «Глобальный тренд: переход от плана к рынку в мировых экономиках» (1997), «Работа без зарплаты: кризис неплатежей в России» (2000), «Финансовый кризис, болезнь и противоядие — от Азии до Аргентины» (2003). В 2012 году Падма Десаи опубликовала свои мемуары «Прорыв: американское путешествие индийской женщины» (англ. Breaking Out: An Indian Woman's American Journey).

## Личная жизнь
Замужем за Джагдишем Бхагвати, также американским экономистом индийского происхождения и профессором экономики и права Колумбийского университета. У пары есть дочь.
Публиковалась как в научных, так и в общеполитических изданиях, таких как The New York Times, The Financial Times и The Wall Street Journal. Несколько раз в год посещала Россию. Свободно владеет русским языком.
Падма Десаи скончалась 29 апреля 2023 года.

## Избранные публикации
- Bokaro Steel Plant: A Study of Soviet Economic Assistance. North-Holland, 1972. ISBN 9780720430653. (англ.)
- Perestroika in Perspective: The Design and Dilemmas of Soviet Reform. I B Tauris & Co, 1989. ISBN 9781850431411  (англ.)
- The Soviet Economy: Problems and Prospects. Blackwell, 1990. ISBN 9780631171836. (англ.)
- Going Global: Transition from Plan to Market in the World Economy, Editor. MIT Press, 1997. ISBN 9780262041614. (англ.)
- Work Without Wages: Russia’s Non-Payment Crisis, with Todd Idson. MIT Press, 2001. ISBN 9780262041843  (англ.)
- Financial Crisis, Contagion, and Containment: From Asia to Argentina. Princeton University Press, 2003. ISBN 9780691113920  (англ.)
- Conversations on Russia: Reform from Yeltsin to Putin. Oxford University Press, 2006. ISBN 9780195300611. (англ.)
- From Financial Crisis to Global Recovery. Harper Collins, 2012. ISBN 9789350295823  (англ.)
- Breaking Out: An Indian Woman’s American Journey. Viking, 2012. ISBN 9780670085781. (англ.)